# Platylomella lescurii
Platylomella lescurii är en bladmossart som beskrevs av Henry Charles Andrews 1950. Platylomella lescurii ingår i släktet Platylomella och familjen Amblystegiaceae. Inga underarter finns listade i Catalogue of Life.